# Radiša
Radiša – niewielka rzeka w Górach Strażowskich na Słowacji, lewobrzeżny (i największy) dopływ Bebravy. Długość 26 km.
Źródła na wysokości 800–840 m n.p.m. na pd.-zach. zboczach głównego grzbietu Nitrickich Wierchów między szczytami Suchý vrch (1028 m n.p.m.) na pd. a Capárka (924 m n.p.m.) na pn. Spływa generalnie w kierunku pd. przez miejscowości Kšinná, Žitná-Radiša i Uhrovec. Poniżej tej ostatniej skręca na pd.-zach. i przez Horné Naštice płynie w kierunku Bánovec nad Bebravou. Przepływa prawie przez samo centrum miasta, po czym w pobliżu Biskupic (część miasta Bánovce nad Bebrvou), na wysokości ok. 190 m n.p.m., uchodzi do Bebravy.
Największym dopływem Radišy jest wpadająca do niej z prawego brzegu, jeszcze powyżej wsi Kšinná, potok Závada spod Závadskej poľany.
W swym środkowym biegu dolina Radišy wyznacza granicę między Nitrickimi Wierchami (na wschodzie) i Zliechovską hornatiną (część określana jako Baské podhorie; na zachodzie).
Dolina Radišy w górnym biegu jest wąska i w całości zalesiona. W środkowym biegu tworzy ją kilka mniejszych kotlinek, zajętych przez osadnictwo, połączonych węższymi odcinkami. W części dolnej szeroka, zajęta przez rolnictwo, a na terenie Bánovec nad Bebravou – przez zabudowę przemysłową i mieszkalną miasta.